# Shuri (personage)
Shuri is een personage uit de strips van Marvel Comics. Zij kwam voor het eerst voor in Black Panther #2 (mei 2005) en werd bedacht door Reginald Hudin en John Romita Jr.. Shuri is de prinses van het Afrikaanse land Wakanda en ze is de dochter van T'Chaka en koningin Ramonda en de zus van T'Challa. Af en toe treedt Shuri in de voetsporen van haar broers alter ego de Black Panther, zoals in het Marvel Cinematic Universe waarin ze de nieuwe Black Panther wordt na de dood van haar broer.
De Nederlandse stem van Shuri wordt ingesproken door Ayonna Karwafodi. 

## Biografie
Shuri is geboren als halfzus van T'Challa en prinses van Wakanda. Shuri werd de eerste vrouwelijke Black Panther en een sterk getalenteerde krijger. Op de momenten dat haar halfbroer niet aanwezig was nam ze de troon over.

## In andere media

### Marvel Cinematic Universe
Sinds 2018 verscheen dit personage in het Marvel Cinematic Universe en wordt vertolkt door Letitia Wright. Shuri is het jongere zusje van T'Challa beter bekend als de Black Panther. Shuri is erg intelligent en ontwerpt de nieuwste wapens voor haar volk in Wakanda en ze is tevens de maker van het "Black Panther"-pak. De technologie in Wakanda is zo hoogstaand dat ze als enige de mogelijkheid heeft om de oneindigheidssteen uit Visions hoofd weg te halen. Tijdens de poging daartoe raakt ze echter in gevecht met een aantal indringers waardoor het verwijderen van de oneindigheidssteen mislukt. Thanos weet uiteindelijk alle oneindigheidsstenen te bemachtigen en roeit de helft van al het leven in het universum uit, Shuri vergaat hierbij ook tot as. Vijf jaar later gaan de overgebleven Avengers op missie om terug in de tijd te gaan zodat ze de oneindigheidsstenen voor Thanos weten te bemachtigen, en daarmee zijn daden ongedaan maken. Dit lukt waardoor Shuri en rest van de tot as vergaande mensen weer tot leven komen, samen met alle Avengers strijden ze tegen Thanos en zijn mannen. Ze winnen uiteindelijk het gevecht. 
Nadat Shuri haar broer niet kon genezen van zijn ziekte, raakte Shuri in een lange rouwperiode. Uiteindelijk wist ze hierdoor heen te komen, en werd ze de eerste vrouwelijke Black Panther. Ze vocht hierna tegen Namor en de bevolking van Talokan. Shuri is onder andere te zien in de volgende films en serie:
- Black Panther (2018)
- Avengers: Infinity War (2018)
- Avengers: Endgame (2019)
- What If...? (2021) (stem ingesproken door Ozioma Akagha) (Disney+)
- Black Panther: Wakanda Forever (2022)

### Boeken
De Amerikaanse schrijfster Nic Stone schreef drie boeken over Shuri:
- Shuri: A Black Panther Novel (Scholastic, 2020)
- Shuri: The Vanished (Scholastic, 2021)
- Shuri: Symbiosis (Scholastic, 2022)